# Liste rouge des plantes en Espagne
Cette liste rouge des plantes d'Espagne recense les plantes disparues ou menacées de disparition d'Espagne.

## Espèces éteintes EX et EW
- Adoxa moschatellina
- Aeonium mascaense

## Espèces en danger critique d'extinction (CR)
- Adenocarpus gibbsianus : endémique présente en Andalousie, au sud-ouest de Huelva, menacée par l'évolution et la gestion des forêts et par le vieillissement des populations[1].
- Agrostis barceloi
- Aichryson pachycaulon subsp. pachycaulon
- Allium rouyi
- Alyssum loiseleurii subsp. loiseleurii
- Anacyclus alboranensis
- Anagyris latifolia
- Anarrhinum fruticosum
- Anthemis chrysantha
- Anthemis secundiramea
- Anthyllis rupestris
- Antirrhinum charidemi
- Apium bermejoi
- Apium graveolens subsp. butronensis
- Apollonias barbujana subsp. ceballosi
- Aquilegia paui
- Arabis margaritae
- Arenaria bolosii
- Arenaria nevadensis
- Argyranthemum adauctum subsp. erythrocarpon
- Argyranthemum adauctum subsp. palmensis
- Argyranthemum sundingii
- Argyranthemum winteri

## Espèces en danger (EN)
- Adenocarpus ombriosus
- Aichryson bethencourtianum
- Aichryson bituminosum
- Aichryson pachycaulon subsp. praetermissum
- Althenia orientalis
- Ammodaucus nanocarpus
- Androcymbium hierrense subsp. hierrense
- Androcymbium hierrense subsp. macrospermum
- Androsace cantabrica
- Androsace rioxana
- Anthemis bourgaei
- Antirrhinum lopesianum
- Antirrhinum majus subsp. linkianum
- Antirrhinum pertegasii
- Antirrhinum subbaeticum
- Apteranthes europaea subsp. europaea
- Aquilegia pyrenaica subsp. cazorlensis
- Argyranthemum adauctum subsp. jacobaeifolium
- Argyranthemum lidii
- Argyrolobium uniflorum
- Armeria colorata
- Armeria filicaulis subsp. trevenqueana
- Armeria humilis subsp. humilis
- Armeria humilis subsp. odorata

## Espèces vulnérables (VU)
- Abies pinsapo
- Achillea santolinoides
- Acis valentina
- Aconitum burnatii
- Aconitum napellus subsp. castellanum
- Aconitum variegatum subsp. pyrenaicum
- Aeonium aizoon
- Aeonium balsamiferum
- Aeonium cuneatum
- Aeonium dodrantale
- Aeonium gomerense
- Aeonium haworthii
- Aeonium saundersii
- Aeonium volkerii
- Agrostis canina subsp. granatensis
- Aichryson brevipetalum
- Aichryson pachycaulon subsp. gonzalezhernandezii
- Aichryson pachycaulon subsp. inmaculatum
- Aichryson pachycaulon subsp. parviflorum
- Aichryson porphyrogennetos
- Aichryson tortuosum
- Alchemilla pentaphyllea
- Allium pardoi
- Allium pruinatum
- Allium schmitzii
- Allium sphaerocephalon subsp. ebusitanum
- Alyssum gadorense
- Alyssum loiseleurii subsp. gallaecicum
- Alyssum nevadense
- Ammochloa palaestina
- Anchusa puechii
- Androcymbium gramineum
- Androcymbium psammophilum
- Androsace cylindrica subsp. willkommii
- Androsace halleri
- Androsace helvetica
- Androsace vitaliana subsp. assoana
- Androsace vitaliana subsp. nevadensis
- Andryala agardhii
- Anthyllis tejedensis subsp. plumosa
- Antirrhinum latifolium
- Antirrhinum microphyllum
- Antirrhinum valentinum
- Apteranthes burchardii
- Apteranthes munbyana subsp. hispanica
- Aquilegia pyrenaica subsp. guarensis
- Arabis juressi
- Arabis soyeri subsp. soyeri
- Arenaria arcuatociliata
- Arenaria delaguardiae
- Arenaria favargeri
- Arenaria racemosa
- Arenaria tomentosa
- Argantoniella salzmannii
- Argyranthemum adauctum subsp. adauctum
- Argyranthemum broussonetii subsp. broussonetii
- Argyranthemum broussonetii subsp. gomerensis
- Argyranthemum callichrysum
- Argyranthemum coronopifolium
- Argyranthemum escarrei
- Argyranthemum filifolium
- Argyranthemum foeniculaceum
- Argyranthemum frutescens subsp. canariae
- Argyranthemum frutescens subsp. pumilum
- Argyranthemum frutescens subsp. succulentum
- Argyranthemum lemsii
- Argyranthemum maderense
- Argyranthemum sventenii
- Argyranthemum webbii
- Arisarum proboscideum
- Armeria bigerrensis subsp. losae
- Armeria bigerrensis subsp. microcephala
- Armeria caballeroi
- Armeria cantabrica subsp. vasconica
- Armeria filicaulis subsp. alfacarensis
- Armeria filicaulis subsp. nevadensis
- Armeria fontqueri
- Armeria gaditana
- Armeria genesiana subsp. genesiana
- Armeria genesiana subsp. belmonteae
- Armeria macrophylla